# Chörten
| Tibetische Bezeichnung                    |
| ----------------------------------------- |
| Tibetische Schrift: མཆོད་རྟེན།               |
| Wylie-Transliteration: mchod rten         |
| Aussprache in IPA: [tɕʰøʔtẽ]              |
| Offizielle Transkription der VRCh: qoiden |
| THDL-Transkription: chötten               |
| Andere Schreibweisen: chörten, chorten    |
| Chinesische Bezeichnung                   |
| Traditionell: 塔、確典                    |
| Vereinfacht: 塔、确典                     |
| Pinyin:tǎ, quèdiǎn                        |

Der Chörten ist ein Kultbau des tibetischen Buddhismus; er stellt die lokale Weiterentwicklung eines Stupa dar. In den Gebieten des Himalaya-Gebirges (Tibet, Ladakh, Zanskar, Bhutan) existiert jedoch schon seit Urzeiten auch die Tradition des Aufeinanderlegens von Steinen an bestimmten Stellen; in einem Chörten scheinen sich beide Traditionsstränge vermischt zu haben.

## Architektur
Der zumeist weiß getünchte Hauptkörper des Chörten erinnert an die Form einer umgestülpten Glocke mit rundem Grundriss und erhebt sich auf einem vielfach abgestuften Unterbau mit quadratischem Grundriss; es gibt jedoch auch Chörten mit quadratischem Grundriss auf allen Ebenen. Die Spitze des Chörten bildet häufig ein Ehrenschirm (chhatra), von welchem aus häufig Schnüre mit anhängenden bunten Gebetsfähnchen in alle Himmelsrichtungen gespannt sind, die vom Wind bewegt werden.

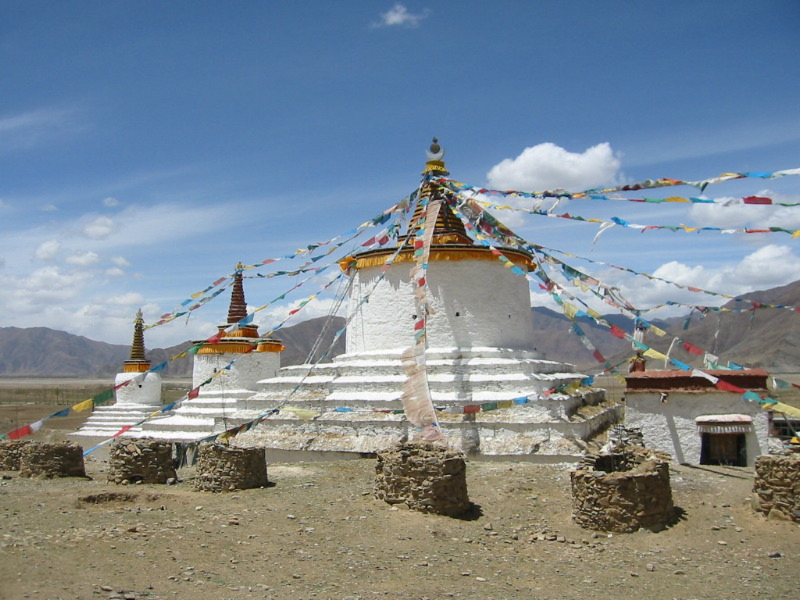
Chörten in Tibet
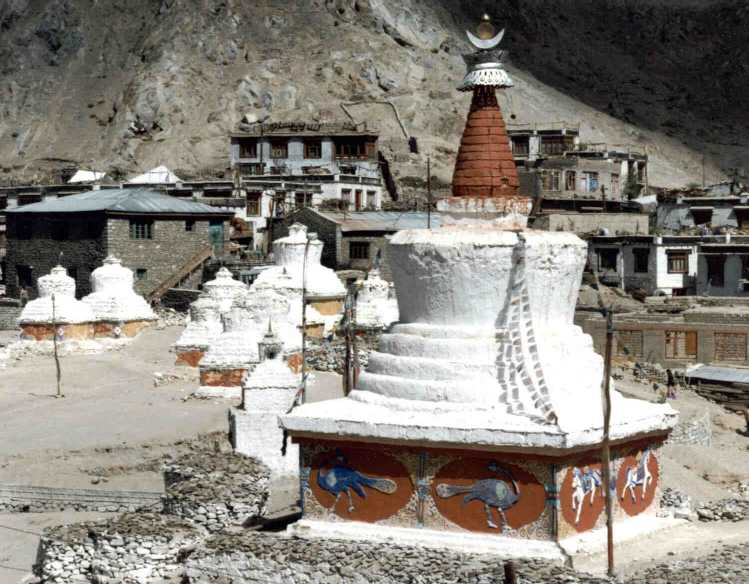
Chörten in Ladakh
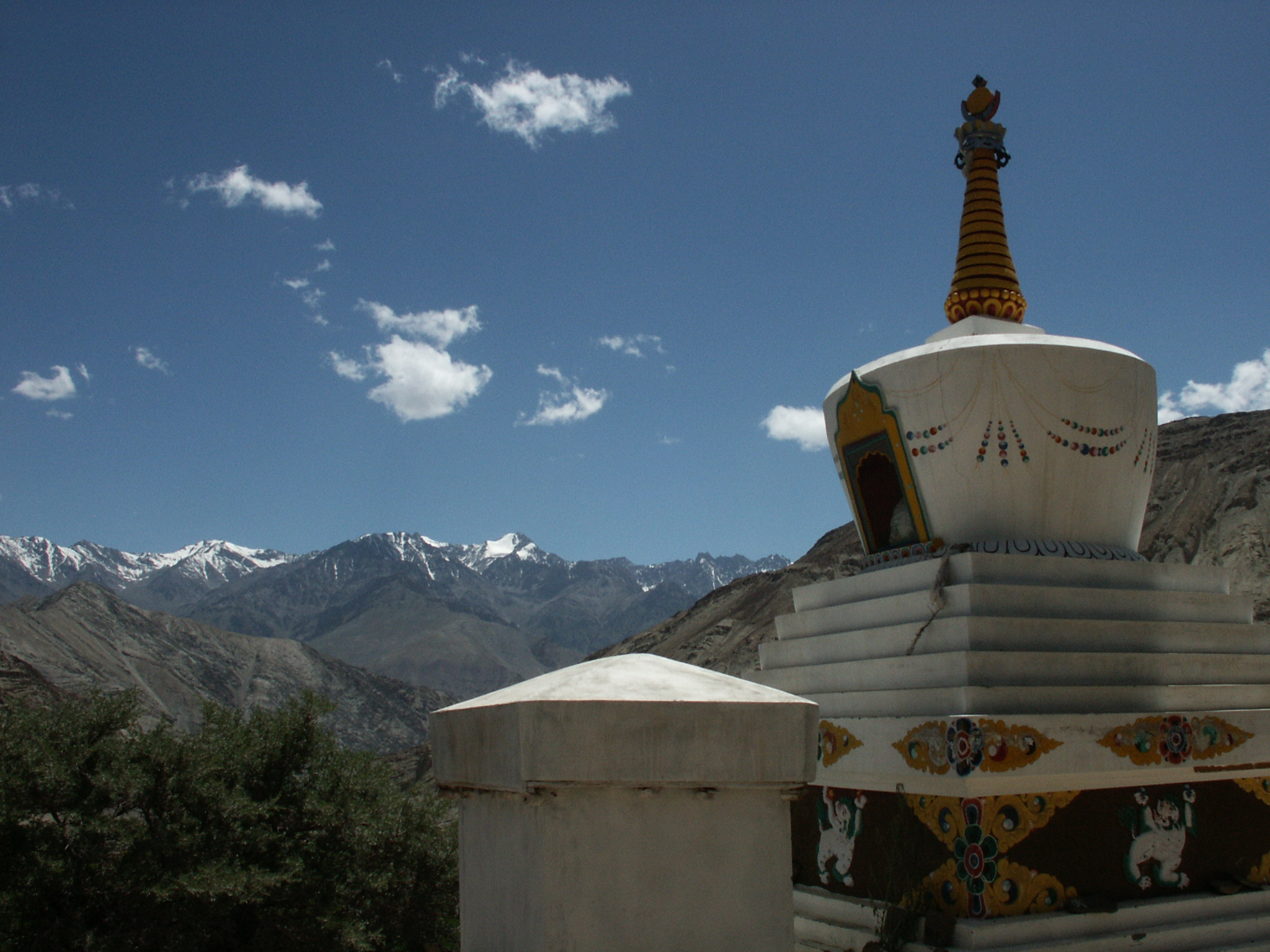
Chörten in Ladakh, im Hintergrund der Himalaya
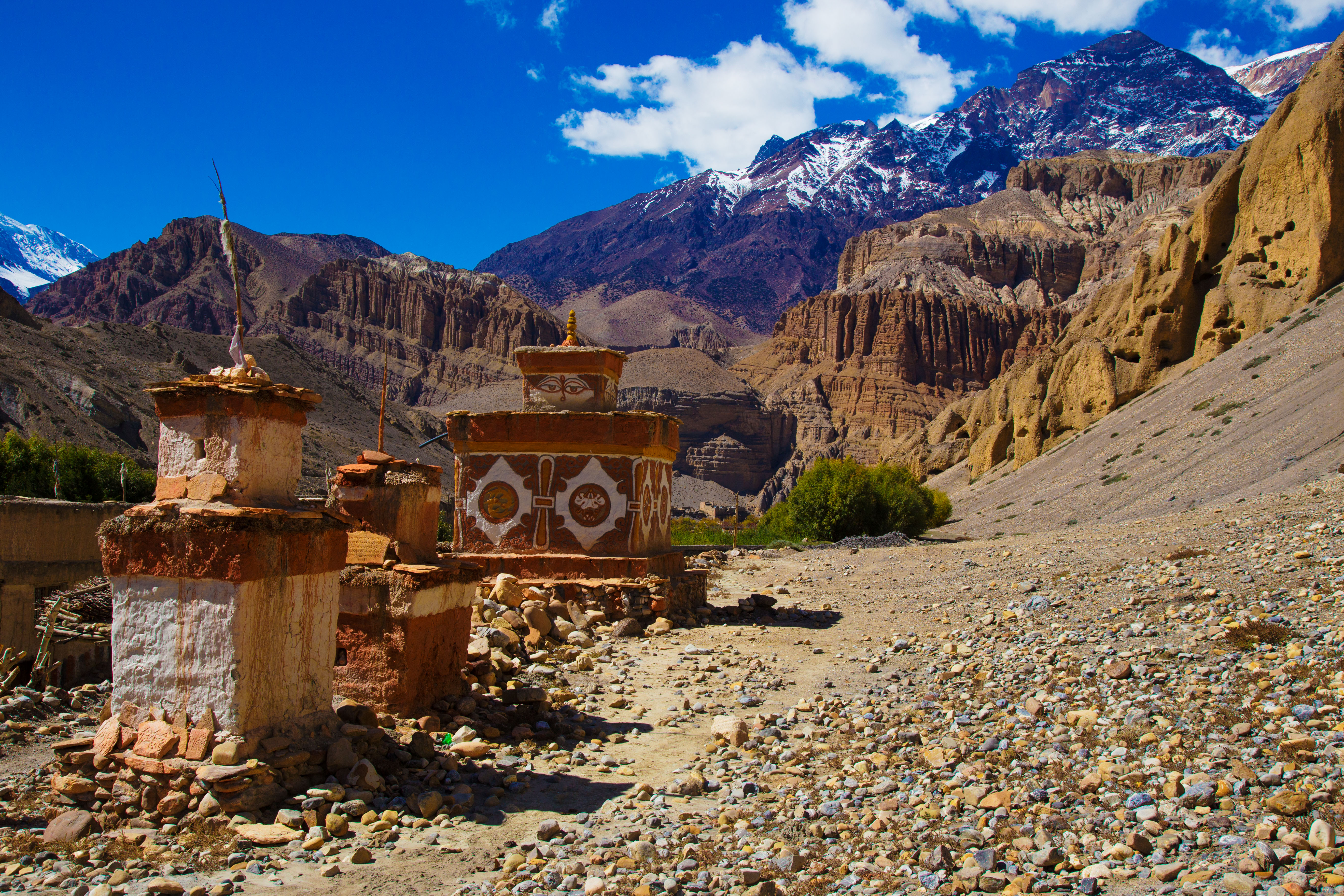
Chörten beim Chusang-Kloster
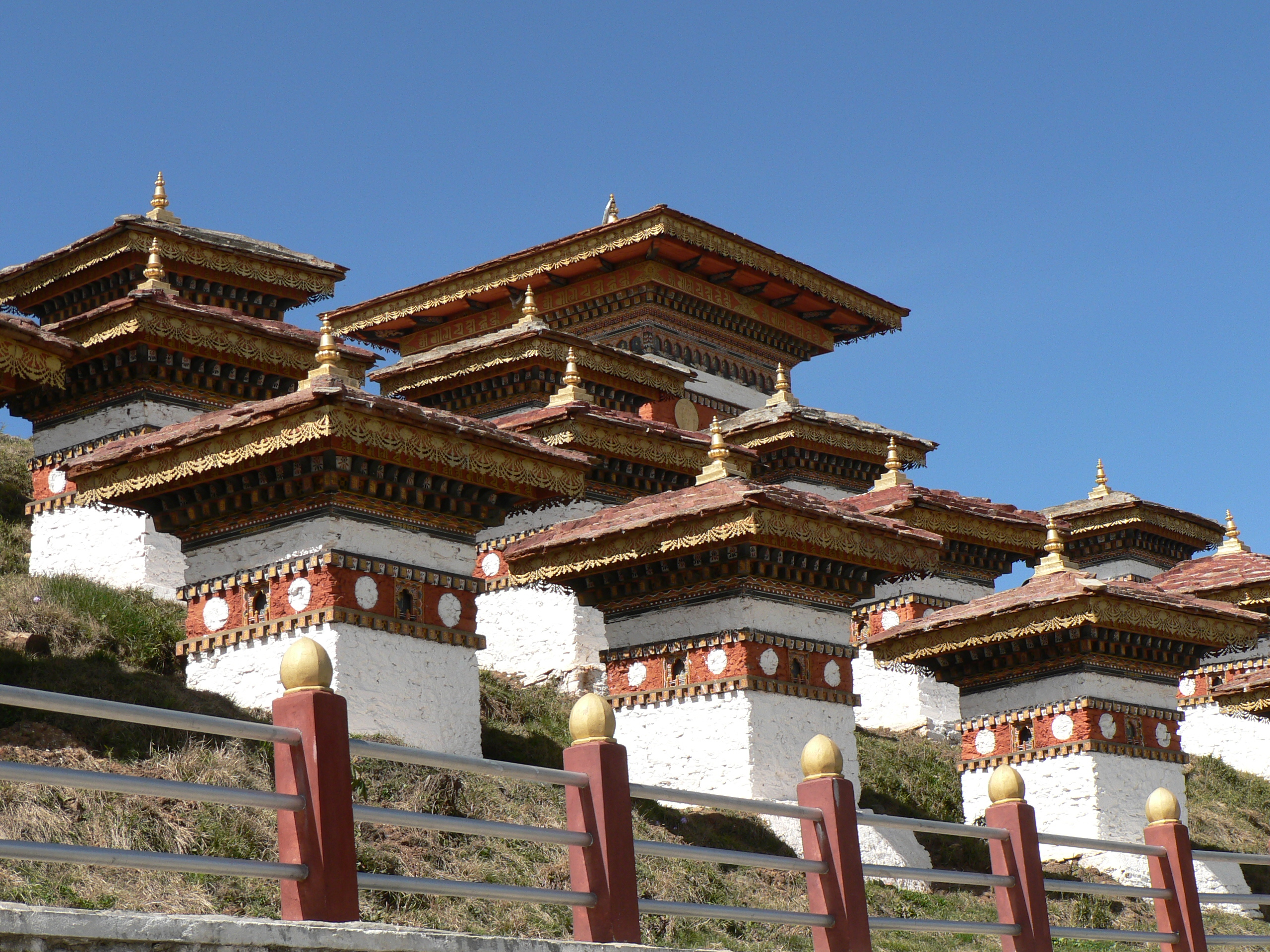
Chörten in Bhutan
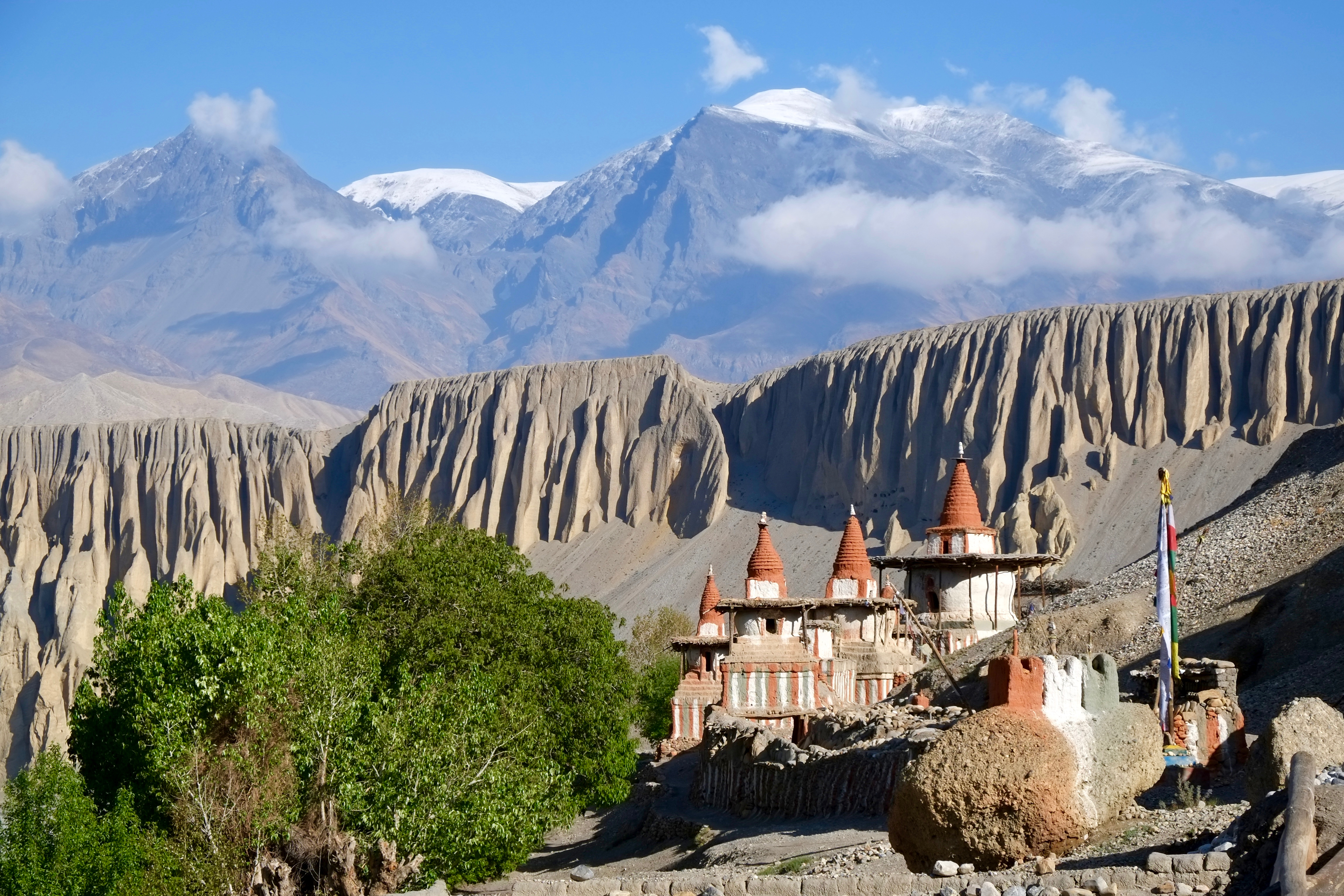
Chörten in Tangye